# Unna Allakas
De Unna Allakas is een berg in het noorden van Zweden. Het voorvoegsel Unna betekent klein en vormt daarmee het onderscheid met Stuor Allakas, beter bekend als Allakaisse. Er is een berghut, die naar de berg is genoemd, de Unna Allakas Fjällstuga. Berg en hut liggen in de buurt van grenssteen 263 tussen Zweden en Noorwegen. Diverse wandelpaden doorkruisen het gebied rond de Unna Allakas en er liggen veel meren.